# Pingxiang
För andra betydelser, se Pingxiang (olika betydelser).
Pingxiang, tidigare känd som Pingsiang, är en stad på prefekturnivå i Jiangxi-provinsen i sydöstra Kina. Den ligger omkring 230 kilometer sydväst om provinshuvudstaden Nanchang.

## Historia
Staden grundades på 300-talet. Området har rika fyndigheter av kol och porslinslera.
Under slutet på 1800-talet utvecklade den kinesiske ämbetsmannen Sheng Xuanhuai kolgruveindustrin i Pingxiang för att tillgodose det nybyggda järnverket i Hanyang med bränsle, vilket ledde till att Pingxiang fick järnvägsförbindelser med omgivande provinser och växte fram som ett industricenter. 1908 slogs gruvan samman med en järngruva i Daye och järnverken i Hanyang för att bilda "Kol - och järnbolaget Hanyeping AB" (漢冶萍煤鐵廠礦有限公司). Bolaget fick sedermera starka japanska intressenter och 1915 ingick kontroll över Hanyeping i de 21 kraven.
Pingxiang är den största producenten av kol i provinsen och är känt som "Sydkinas kolcenter". 

## Administrativ indelning
Pingxiang består av två stadsdistrikt och tre härad:
- Stadsdistriktet Anyuan (安源区), 214 km², 559 909 invånare (2010), säte för stadsfullmäktige;
- Stadsdistriktet Xiangdong (湘东区), 859 km², 358 990 invånare (2010);
- Häradet Lianhua (莲花县), 1 063 km², 236 328 invånare (2010);
- Häradet Shangli (上栗县), 728 km², 441 860 invånare (2010);
- Häradet Luxi (芦溪县), 960 km², 257 423 invånare (2010).

## Klimat
Genomsnittlig årsnederbörd är 2 042 millimeter. Den regnigaste månaden är maj, med i genomsnitt 332 mm nederbörd, och den torraste är oktober, med 35 mm nederbörd.

## Kända invånare
- Zhang Guotao (1897-1979), medgrundare av Kinas kommunistiska parti.